# Theuderich I.
Theuderich I. (* vor 484; † 533, franz. Thierry Ier) war von 511 bis 533 fränkischer König im Osten des Reichs, dem Reich von Metz, das später als Austrasien bezeichnet wurde.

## Leben
Theuderich war der älteste Sohn des Merowingerkönigs Chlodwig I. Seine Mutter war eine unbekannte Fränkin, die der Geschichtsschreiber Gregor von Tours als Konkubine bezeichnet. Vermutlich gehörte sie zur Sippe der Kölner Könige. Die anderen Kinder Chlodwigs stammten alle aus dessen Ehe mit Chrodechild. Von den Söhnen aus dieser Ehe waren Chlodomer, Childebert I. und Chlothar I. beim Tod Chlodwigs im Jahr 511 noch am Leben. Mit diesen drei Halbbrüdern teilte Theuderich das Frankenreich auf. Er erhielt den östlichen Teil, der die Champagne, die Auvergne, Teile Aquitaniens sowie die rechtsrheinischen Gebiete umfasste. Residenz soll Reims gewesen sein; dies ist allerdings nicht durch Quellenzeugnisse gesichert. Jeder der vier Brüder erhielt einen Teil der Francia (Kerngebiet des Reichs zwischen Rhein und Loire) und einen Teil der von Chlodwig eroberten Gebiete südlich der Loire. Diese komplizierte Teilung basierte auf dem Stammesrecht, der Lex Salica; die darin geregelte gleichberechtigte Erbfolge der Söhne wurde für das Reich übernommen. Diese Erbregelung bestimmte bis ins 10. Jahrhundert die fränkische Geschichte und trug wesentlich zur Ausformung der Reiche des Hochmittelalters bei.
Als beim Tod Chlodwigs einziger erwachsener Sohn wurde Theuderich zum Garanten für den Bestand des Reiches in den Grenzen von 511. 531 eroberte er mit Hilfe seines Bruders Chlothar I. das Reich der Thüringer. Zu seinem Halbbruder Childebert I. hatte er ein gespanntes Verhältnis, da dieser im Jahre 531, nach einem Gerücht, Theuderich sei gefallen, dessen Reich einzunehmen versuchte. 532 warf Theuderich einen Aufstand des Munderich nieder, der ebenfalls nach der Königswürde strebte.
Theuderich war verheiratet mit Suavegotho, der Tochter des burgundischen Königs Sigismund und dessen Frau Ostrogotho, weswegen er wohl auch an den kriegerischen Aktivitäten seiner Brüder gegen Burgund nicht teilnahm.
Theuderich starb wohl gegen Ende des Jahres 533. Nach seinem Tod konnte sein Sohn Theudebert I. (* um 500, † 548) sein Erbe gegen den versuchten Zugriff seiner Onkel verteidigen. Neben diesem Sohn hatte Theuderich noch die Tochter Theudechild, welche den Warnenkönig Hermegisclus und nach dessen Tod dessen Sohn Radigis heiratete. Nach der vom oströmischen Historiker Prokopios von Caesarea stammenden Überlieferung ist zwischen den verfeindeten Völkern auch von Seekriegsandrohungen die Rede, wonach sich seine Erzählung auf einen Bereich im oder am Baltikum beziehen dürfte.

## Rezeption
Nach mehrheitlicher Forschungsauffassung repräsentiert Theuderich, auch im Zusammenwirken mit seinem Sohn Theudebert I., die Vorlagengestalt einer fränkisch-merowingischen Sagengenese der Wolfdietrich-Heldenepik. Eine Reihe von Forschungsbeiträgen der älteren deutschen Philologie befürwortet Theuderich auch als rheinfränkischen Protagonisten des Dietrich von Bern/Verona der Thidrekssaga. Kemp Malone weist Identifikationen des Ostgotenkönigs Theoderich (451/56–526) mit dieser Sagenfigur zurück und interpretiert deren Fluchtschemata aus mittelhochdeutscher Heldendichtung anhand von Theuderichs Biografie.